# Osteocephalus verruciger
Osteocephalus verruciger es una especie de anfibios de la familia Hylidae.
Habita en Colombia y Ecuador.
Sus hábitats naturales incluyen bosques tropicales o subtropicales secos y a baja altitud, montanos secos, ríos, marismas intermitentes de agua dulce, jardines rurales y zonas previamente boscosas ahora muy degradadas.